# (2566) Kirghizia
(2566) Kirghizia (1979 FR2) – planetoida z pasa głównego asteroid okrążająca Słońce w ciągu 3,84 lat w średniej odległości 2,45 j.a. Odkryta 29 marca 1979 roku.